# Armando Vara
Armando António Martins Vara (ur. 27 marca 1954 w Vinhais) – portugalski polityk i bankowiec, parlamentarzysta, sekretarz stanu oraz minister.

## Życiorys
Podjął nieukończone studia z filozofii na Universidade Nova de Lisboa. Pracował w państwowej instytucji bankowej Caixa Geral de Depósitos, zaczynając jako pracownik kasowy.
W połowie lat 70. dołączył do Partii Socjalistycznej. Od lat 80. w kilku kadencjach wykonywał mandat deputowanego do Zgromadzenia Republiki. Wchodził też w skład władz miejskich Amadory.
W latach 1995–1997 był sekretarzem stanu w ministerstwie spraw wewnętrznych i administracji, następnie do 1999 sekretarzem stanu i zastępcą ministra w tym resorcie. W drugim rządzie Antónia Guterresa zajmował stanowiska ministra delegowanego przy premierze (od października 1999 do września 2000) oraz ministra młodzieży i sportu (od września do grudnia 2000).
W 2005 uzyskał dyplom ukończenia studiów na Universidade Independente (uczelni zlikwidowanej dwa lata później), a po kilku dniach został powołany w skład zarządu Caixa Geral de Depósitos. W 2008 został wiceprezesem Banco Comercial Português. Ustąpił z tej funkcji w 2009, gdy wybuchła afera Face Oculta, skandal dotyczący korupcji politycznej, prania pieniędzy i nadużyć podatkowych. W 2014 został w tej sprawie skazany na karę 5 lat pozbawienia wolności. Wyrok ten uprawomocnił się, Armando Vara rozpoczął odbywanie kary w 2019. W międzyczasie był objęty kolejnym postępowaniem karnym zwanym Operação Marquês, w ramach którego stosowano wobec niego areszt domowy.